# Karel Martens (hoogleraar)
Karel Martens (1967) is hoogleraar verkeers- en vervoersplanologie aan het Technion - Israel Institute of Technology, waar hij leiding geeft aan het door hem opgezette Fair Transport Lab.  In de periode 2017-2021 stond Martens aan het hoofd van het Graduate Program in Urban and Regional Planning, een van de vier graduate programs binnen de Faculty of Architecture and Town Planning van het Technion.  
Martens behaalde een master in de planologie (1991) en een doctoraat in de beleidswetenschappen (2000) aan de Radboud Universiteit. Hij is gespecialiseerd in mobiliteit. Na zijn promotie heeft Martens onderzoeksposities vervuld aan het Technion - Israel Institute of Technology en de Universiteit van Tel Aviv. Hij is ook directeur geweest van Transport Today & Tomorrow, een non-profit gericht op het bevorderen van duurzame mobiliteit, in de periode 2002-2006. Van 2006 tot 2015 was Martens achtereenvolgens universitair docent en universitair hoofddocent aan de Radboud Universiteit. 
Martens is vooral bekend vanwege zijn boek Transport Justice: Designing Fair Transportation Systems (2017). In dat boek uit hij fundamentele kritiek op de verkeerskunde, omdat deze is gericht op het functioneren van het vervoersysteem of delen daarvan (met name het wegennetwerk) in plaats van op de waarde van dat systeem voor de gebruikers. Hij is van oordeel dat het uitgangspunt steeds de mens moet zijn. In zijn ogen moet de centrale vraag in de verkeers- en vervoersplanologie zijn of het vervoersysteem iedereen in staat stelt om volledig deel te nemen aan de samenleving. Dat kan worden beoordeeld door het meten van bereikbaarheid: de set van bestemmingen (zoals voorzieningen, werk, natuur) die een persoon kan bereiken binnen bepaalde tijd, kosten en moeite. Bij het meten van bereikbaarheid moet worden uitgegaan van de woonlocatie van een persoon en de vervoerswijzen waarvan de persoon gebruik kan maken, waarbij rekening moet worden gehouden met de financiële, fysieke, cognitieve en andere mogelijkheden en beperkingen van een persoon. In zijn empirisch onderzoek laat Martens zien dat personen met toegang tot een auto momenteel uitstekend worden bediend door het vervoersysteem, zelfs tijdens de spitsuren. De situatie is heel anders voor mensen die zich geen auto kunnen veroorloven of (nog) geen auto kunnen of mogen rijden: velen van hen worden beperkt in hun ontplooiingsmogelijkheden als gevolg van gebrekkig openbaar vervoer en lange afstanden waardoor fiets en lopen geen geschikt alternatief zijn. De gevolgen van een gebrek aan bereikbaarheid kunnen soms diep ingrijpen in het leven: werkloosheid, onvoldoende medische zorg, gebrek aan opleiding en zelfs sociaal isolement.   
In zijn boek maakt Martens gebruik van het gedachtegoed van filosofen als Michael Walzer, John Rawls, Ronald Dworkin en Amartya Sen om een perspectief op rechtvaardigheid in mobiliteit to ontwikkelen. Deze filosofische zoektocht resulteert in een systematisch argument voor een recht op "voldoende bereikbaarheid" of, anders geformuleerd, een recht op basisbereikbaarheid. Dit kan worden gezien als een nieuw grondrecht, dat expliciet uitdrukking geeft aan het impliciete recht op bereikbaarheid dat is verborgen in onder andere het recht op onderwijs en huisvesting in de Universele Verklaring van de Rechten van de Mens. De keerzijde van een recht is de plicht van het collectief om het recht voor een ieder te borgen. Martens beargumenteert daarom in zijn boek dat het de primaire taak van de overheid is om te voorzien in basisbereikbaarheid voor iedereen.   
Het recht op basisbereikbaarheid heeft ook implicaties voor het huidige mobiliteitsbeleid. Dat is er in veel landen nog steeds op gericht de files te verminderen en dus feitelijk op het verhogen van de bereikbaarheid van mensen die nu al voldoende bereikbaarheid hebben, ondanks de files. Martens beargumenteert in zijn boek dat mensen die nu al genieten van voldoende bereikbaarheid zèlf voor de kosten van verdere verbeteringen in hun bereikbaarheid moeten opdraaien. Een wegverbreding op basis van wegenbelasting en brandstofaccijns die door alle automobilisten wordt opgebracht is vanuit dat perspectief niet rechtvaardig. Wie toch de files wil aanpakken kan dat eventueel doen door de invoering van "high occupancy toll lanes" die volledig door de gebruikers zelf worden gefinancierd (inclusief aanleg, onderhoud en beheer). Zulke "high occupancy toll lanes" bestaan uit rijstroken waar het tolbedrag afhankelijk is van de verkeersdrukte van het moment, zodat wie bereid is (fiks) meer te betalen zich sneller kan verplaatsen en dus 'geniet' van een hoger niveau van bereikbaarheid.
Martens waarschuwt ervoor dat de komst van elektrische auto's en zelfrijdende auto's zou kunnen leiden tot hernieuwde investeringen in wegen, ten dele omdat milieu-overwegingen niet langer een rem zullen zijn op dergelijke investeringen. Zo'n beleidsresponse ziet echter over het hoofd dat elektrische voertuigen alleen het probleem van de emissies oplossen, terwijl andere vraagstukken zoals het ruimtebeslag door auto's, de parkeerdruk, en verkeersveiligheid in volle omvang blijven bestaan. Nog belangrijker vanuit Martens' perspectief is dat elektrische auto's op geen enkele wijze bijdragen aan een verbetering van de bereikbaarheid van mensen die geen toegang hebben tot een auto. De zelfrijdende auto heeft wel potentie om de verkeersveiligheid te verbeteren, maar levert nauwelijks een bijdrage aan het oplossen van de andere vraagstukken. 
In 2014 werd Martens verkozen tot meest inspirerende verkeerskundige door het tijdschrift Verkeerskunde.